# 取り尽くし法
取り尽くし法（とりつくしほう、英: method of exhaustion、羅: methodus exaustionibus）は、与えられた図形の面積や体積を求める手法の1つで、その図形に内接する一連の多角形を描き、それらの面積を元の図形に収束させる方法である。積尽法、搾出法ともいう。また古代人の方法（仏: méthode des anciens）とも呼ばれる。

## 概要
列を正しく構築すれば、n角形の面積と元の図形の面積の差は n が大きくなるにつれて小さくなっていく。この差を恣意的に小さくすれば、その図形の面積は一連の数列で得られる面積によって「取り尽くされ」、とりうる値の下限が体系的に定まる。この方法はアンティポンが起源だが、彼がどこまで明確に理解していたのかは不明である。厳密な理論付けをしたのはエウドクソスである。「取り尽くし法」という用語を最初に使ったのは、Grégoire de Saint-Vincent の Opus geometricum guadraturae circuli et sectionum coni（1647年）である。
取り尽くし法には一般に背理法の一種を必要とする。これは、ある領域の面積を第2の領域の面積と比較することによって求めることに相当し、それを「取り尽くす」ことで真の面積に恣意的に近づけていく。第2の面積より真の面積が大きいことを前提とし、その前提が偽であることを証明する。次に、真の面積が第2の面積より小さいことを前提として、その前提も偽であることを証明する。
取り尽くし法は微分積分学の先駆けと言える。17世紀から19世紀に解析幾何学と厳密な微分積分学が発展し（特に極限に厳密な定義が与えられ）、取り尽くし法は問題の解法としては使われなくなった。

## エウクレイデスの使用結果
エウクレイデスは『原論』第12巻で取り尽くし法を用いて以下の6個の命題を証明している。
命題2
円の面積は直径の2乗に比例する。
命題5
相等しい高さの三角錐の体積は互いに底面の三角形の面積に比例する。
命題10
円錐の体積は同じ底面と同じ高さを持つ円柱の体積の3分の1である。
命題11
同じ高さの円錐または円柱の体積はそれぞれ互いに底面の面積に比例する。
命題12
相似な円錐または円柱の体積はそれぞれ互いに底面の直径の3乗に比例する。
命題18
球の体積は直径の3乗に比例する。

## アルキメデスの使用結果

アルキメデスは取り尽くし法を使って円の面積を計算した

アルキメデスは、取り尽くし法を使って円の面積を計算した。円に正多角形を内接させ、その正多角形の辺の数を増やしていったのである。この正多角形の面積を円の半径を1辺とする正方形の面積で割ると、その商は辺の数を増やすにつれてπに近づく。このことから半径 r の円の面積が πr2 であることを証明し、πは円周と直径の比率と定義した。付随して、円周の長さと正96角形の内接正多角形と外接正多角形の外周の長さから、3+10/71 < π < 3 + 1/7 という式を導き出した。
アルキメデスは取り尽くし法を使い、他にも以下のような結果を得ている。
- 直線と放物線に囲まれた部分の面積は、その直線の線分を底辺として放物線に内接して高さが最大の三角形の面積の4/3である（放物線の求積）。
- 楕円の面積は、その長軸と短軸と同じ長さの辺で囲まれる長方形の面積に比例する。
- 球の体積は、底辺がその球の同じ半径で高さが球の半径と等しい円錐の体積の4倍である。
- 高さと直径が等しい円柱の体積は、同じ直径の球の体積の3/2である。
- 螺旋と直線で囲まれた部分の面積は、その線分と同じ直径の円の面積の1/3である。
- アルキメデスは取り尽くし法を幾何級数の評価にも利用した。

## 定積分の計算
取り尽くし法の新たな形式を使い、任意の連続関数の定積分を次のように定式化できる。
{\displaystyle \int \limits _{a}^{b}{f(x)\,dx=\left({b-a}\right)}\sum \limits _{n=1}^{\infty }{\sum \limits _{m=1}^{2^{n}-1}{\left({-1}\right)^{m+1}}}2^{-n}f(a+m\left({b-a}\right)/2^{n}).}
この式は、基本的な不定積分がない場合に便利である。また、積分法を教える際にも役立つ。